# Пардалоти
Пардалотите (Pardalotus) са род дребни птици, единствени представители на семейство Pardalotidae.
Включва четири вида, разпространени в евкалиптовите гори на Австралия. Достигат на дължина от 8,5 до 12 сантиметра и имат къса четвъртита опашка и относително къси закръглени крила. Хранят се почти изцяло с насекоми, рядко също със семена.

## Видове
Семейство Pardalotidae - Пардалоти
- Род Pardalotus - Пардалоти
  - Pardalotus punctatus - Петнист пардалот
  - Pardalotus quadragintus
  - Pardalotus rubricatus
  - Pardalotus striatus